# Yairipok
Yairipok là một thị xã và là một nagar panchayat của quận Thoubal thuộc bang Manipur, Ấn Độ.

## Địa lý
Yairipok có vị trí 24°40′B 94°04′Đ / 24,67°B 94,07°Đ Nó có độ cao trung bình là 845 mét (2772 feet).

## Nhân khẩu
Theo điều tra dân số năm 2001 của Ấn Độ, Yairipok có dân số 8263 người. Phái nam chiếm 51% tổng số dân và phái nữ chiếm 49%. Yairipok có tỷ lệ 64% biết đọc biết viết, cao hơn tỷ lệ trung bình toàn quốc là 59,5%: tỷ lệ cho phái nam là 74%, và tỷ lệ cho phái nữ là 54%. Tại Yairipok, 14% dân số nhỏ hơn 6 tuổi.